# Auckland International 2002
Die Auckland International 2002 im Badminton fanden vom 6. bis zum 8. September 2002 statt.

## Die Sieger und Platzierten
| Disziplin    | Gold                                  | Silber                               | Bronze                       |
| ------------ | ------------------------------------- | ------------------------------------ | ---------------------------- |
| Herreneinzel | John Gordon                           | Sam Smith                            | Stuart Gomez                 |
| Herreneinzel | John Gordon                           | Sam Smith                            | John Moody                   |
| Dameneinzel  | Nicole Gordon                         | Renee Flavell                        | Karen Tam                    |
| Dameneinzel  | Nicole Gordon                         | Renee Flavell                        | Rachel Hindley               |
| Herrendoppel | John Gordon Daniel Shirley            | Chris Blair Craig Cooper             | Guy Gibson Stuart Gomez      |
| Herrendoppel | John Gordon Daniel Shirley            | Chris Blair Craig Cooper             | Vu Duong Trung Kieu          |
| Damendoppel  | Rhona Robertson Bei Wu                | Nicole Gordon Sara Runesten-Petersen | Gabriel Shirley Karen Tam    |
| Damendoppel  | Rhona Robertson Bei Wu                | Nicole Gordon Sara Runesten-Petersen | Renee Flavell Rachel Hindley |
| Mixed        | Daniel Shirley Sara Runesten-Petersen | Chris Blair Bei Wu                   | Tony Griffen Janet Tam       |
| Mixed        | Daniel Shirley Sara Runesten-Petersen | Chris Blair Bei Wu                   | Craig Cooper Renee Flavell   |